# Josef Latzel
Josef Latzel (* 8. Dezember 1813 in Gurschdorf, Österreichisch-Schlesien; † 5. Jänner 1896 in Jauernig Dorf, Österreichisch-Schlesien) war ein österreichischer Gutsbesitzer, Unternehmer und Parlamentarier. Er war nach der Märzrevolution vom 10. Juli 1848 bis 7. März 1849 Mitglied des Reichstages.

## Leben und Wirken
Philipp Joseph Latzel war ein Sohn des Garnhändlers Joseph Latzel († 1849) und dessen Frau Magdalena, geborene Gerlach. 
Nach dem Besuch des Piaristengymnasiums in Markt Weißwasser begann er ein Pharmaziestudium an der Karls-Universität. In Prag absolvierte er dann eine Apothekerlehre und arbeitete dort als Apothekergehilfe. 
Im Jahre 1836 erwarb er zusammen mit seinem Vater das obere Scholtiseigut (Freigut Försterhof) in Barzdorf. Auf dem von ihm erfolgreich bewirtschafteten Barzdorfer Gut ließ Latzel 1840 eine Brennerei errichten. 1844 kaufte Latzel den Domsdorfer Vogtshof auf. Zusammen mit seinem Bruder Ernest Latzel (1809–1855) gründete er 1845 während der Krise der Leineweberei und Garnspinnerei in Domsdorf die erste Spinnschule, auf der die Teilnehmer in praktischen Kursen effizientere Spinntechniken nach westfälischen Methoden vermittelt bekamen, die so im gesamten Freiwaldauer Gebiet Verbreitung fanden. Später bot er auch auf dem Barzdorfer Gut Spinnkurse an.
Während der Märzrevolution von 1848 engagierte sich Josef Latzel politisch. Als Kandidat des Grundbesitzes im Wahlkreis Weidenau wurde er für den neuen Reichstag aufgestellt und gewählt. Im Reichstag gehörte Latzel ab November 1848 zunächst zum Zentral-Klub, im Januar 1849 wechselte er zum Linken Zentrum. In dieser Zeit befreundete er sich mit Rudolf Brestel. Mit der Auflösung des Reichstages am 7. März 1849 verlor Latzel sein Mandat.
Bei der Choleraepidemie von 1849 verstarb seine erste Frau Ottilie und im selben Jahr auch sein Vater. Josef Latzel wurde damit Alleinbesitzer des Gutes Barzdorf, das Gut Domsdorf erhielt sein Bruder Ernest. Im Jahre 1850 gründete Latzel mit weiteren Familienmitgliedern das Unternehmen Josef Latzel & Co. zur Errichtung einer Zuckerfabrik in Barzdorf, die zwei Jahre später ihren Betrieb aufnahm. Damit sollte der Absatz des kurz zuvor eingeführten Anbaus Schlesischer Rüben abgesichert werden. 1862 berief er seinen Freund Eduard Siegl zum technischen Direktor der Barzdorfer Zuckerfabrik. Josef Latzel & Co. hielt zudem Anteile an weiteren Zuckerfabriken in Österreichisch Schlesien, Preußisch Schlesien und Mähren, und war dort auch Pächter von Gütern zum Zuckerrübenanbau. 1871 erfolgte die Umwandlung der Barzdorfer Zuckerfabrik in eine Aktiengesellschaft, als deren Präsident er fungierte. Bei seinen unternehmerischen Tätigkeiten wurde Josef Latzel von seinem jüngeren Bruder Anton Cajetan Latzel (1819–1886) unterstützt. 
Latzel gehörte 1867 zu den Mitbegründern des Land- und Forstwirtschaftlichen Vereins für das Nordwestliche Schlesien, der seinen Sitz in Weidenau hatte. Ebenso war er 1869 an der Gründung der Ackerbauschule Ober Hermsdorf beteiligt, die 1873 in eine landwirtschaftliche Mittelschule umgewandelt wurde. 1881 zog sich Latzel aus der Geschäftsleitung der Barzdorfer Zuckerfabrik-AG zurück. Zum Ende des 19. Jahrhunderts engagierte sich Josef Latzel für den Bau einer Eisenbahn nach Barzdorf; die Eröffnung der Bahnstrecke Nieder Lindewiese–Barzdorf erlebte er jedoch nicht mehr.

## Familie
Josef Latzel war seit 1840 in erster Ehe mit Ottilie, geborene Kassner († 1849) verheiratet. Der Ehe entstammten drei Söhne und drei Töchter, von denen drei noch im Kindesalter verstarben. Im Jahre 1851 heiratete er seine Schwägerin Auguste, geborene Kassner. 
Er war der Onkel von Adolf Latzel und der Großonkel von Rudolf Kassner.